# Oorlogsverantwoordelijkheidsprocessen

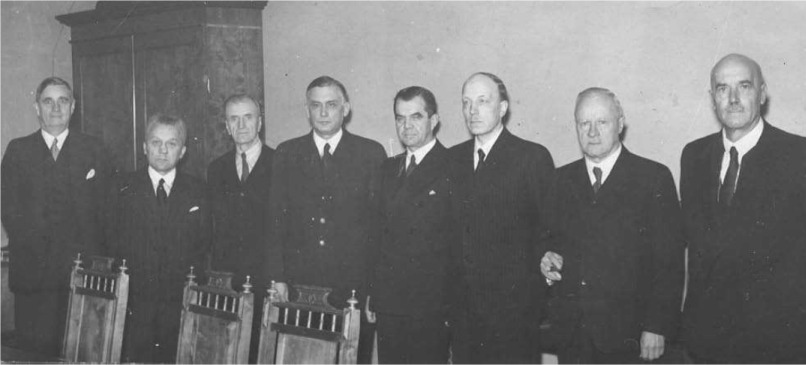
De veroordeelden van het Vervolgoorlogproces

De Oorlogsverantwoordelijkheidsprocessen (Fins: Sotasyyllisyysoikeudenkäynnillä) waren een serie processen in Finland waarin personen die op de één of andere manier verantwoordelijk werden gehouden voor het beginnen van de Vervolgoorlog tegen de Sovjet-Unie werden berecht. Deze processen werden geëist door de geallieerde controlecommissie.
In tegenstelling tot andere grote processen, zoals de processen van Neurenberg, mochten de Oorlogsverantwoordelijkheidsprocessen in Finland zelf worden gehouden en werden de zaken behandeld door Finse rechters. Hoewel er soms flinke straffen werden uitgedeeld, kwamen de meeste veroordeelden eerder vrij.

## Betrokkenen
Het bekendste proces was dat van de belangrijkste Finse politici ten tijde van de Vervolgoorlog. Dit proces begon midden november 1945 in de voormalige Landdag en eindigde op 21 februari 1946, toen de vonnissen werden uitgesproken. In dit proces stonden terecht:
- Risto Heikki Ryti - president van Finland 1940-1944 - straf: 10 jaar zware arbeid
- Antti Kukkonen - lid van het comité van buitenlandse zaken - straf: 2 jaar gevangenisstraf
- Tyko Reinikka - lid van het comité van buitenlandse zaken - straf: 2 jaar gevangenisstraf
- Johan Wilhelm Rangell - premier van Finland 1941-1943 - straf: 6 jaar gevangenisstraf
- Edwin Johannes Hildegard Linkomies - premier van Finland 1943-1944 - straf: 5½ jaar gevangenisstraf
- Väinö Alfred Tanner - minister van Financiën 1942-1944[1] - straf: 5½ jaar gevangenisstraf
- Toivo Mikael Kivimäki - ambassadeur in Berlijn 1940-1944 - straf: 5 jaar gevangenisstraf
- Carl Henrik Wolter Ramsay - minister van Buitenlandse Zaken 1943-1944[2] - straf 2½ jaar gevangenisstraf

Door persoonlijk ingrijpen van Stalin stond maarschalk Carl Gustaf Baron Mannerheim niet terecht. 
Veel Finnen vonden de Oorlogsverantwoordelijkheidsprocessen een lachtertje en beschouwden ze als opgedrongen door de geallieerden.
In mei 1949 ging de gezondheid van Risto Ryti, de president van Finland gedurende de Tweede Wereldoorlog, hard achteruit. President Juho Kusti Paasikivi tekende hierna, unaniem gesteund door het kabinet, een amnestiewet voor de nog gevangenzittende politici.

## Andere bekende veroordeelden
- Luitenant-generaal Karl Lennart Oesch werd in 1946 veroordeeld tot 12 jaar gevangenisstraf; in hoger beroep teruggebracht tot 3 jaar.
- Luitenant-generaal Aksel Airo zat tussen 1945 en 1948 gevangen, zonder dat er ooit een proces was geweest. Hij werd vrijgelaten door president Paasikivi.
- Kapitein Lauri Allan Törni werd veroordeeld tot 6 jaar gevangenisstraf, maar kwam in 1948 vrij toen president Paasikivi een amnestie tekende.